# Дом причта Казанской церкви
Дом причта Казанской церкви — памятник градостроительства и архитектуры в историческом центре Нижнего Новгорода. Построен в 1861—1872 годах. Автор проекта — архитектор Л. В. Даль. 
В последней трети XIX века здание принадлежало причту Казанской церкви, снесённой в советский период истории (на её месте выстроена новая одноимённая церковь). Здание не охраняется государством.         

## История
Нижнепосадская Казанская церковь была одной из древнейших в городе. В 1621 году она описывалась как «деревянная на подклетех, с папертью, верх шатром», являясь интересным образцом деревянного шатрового рубленого храма. В 1687 году нижегородский мещанин А. Ф. Олисов вместо деревянной церкви выстроил кирпичную в память о получении звания гостя (редчайший случай, когда человека избирали из посадских людей прямо в гости — в привилегированную корпорацию российских купцов, имевших право торговать за рубежом). 
Выстроенная новая церковь неоднократно горела, в том числе в 1853 году. После восстановления храма причт церкви решил выстроить себе двухэтажный каменный дом напротив, под стеной Нижегородского кремля. Проект был заказан в 1867 году академику-архитектору Л. В. Далю. Здание было выстроено только к 1872 году, фасад его был рустован, при этом рустовка поясами впервые в практике нижегородского строительства выполнялась из толчёного камня на бетоне, что придало строению живописную нарядность, и в то же время было дёшево и практично. Надзор за строительством осуществлял ученик Даля, инженер Р. Я. Килевейн.        